# Alquiler de automóviles

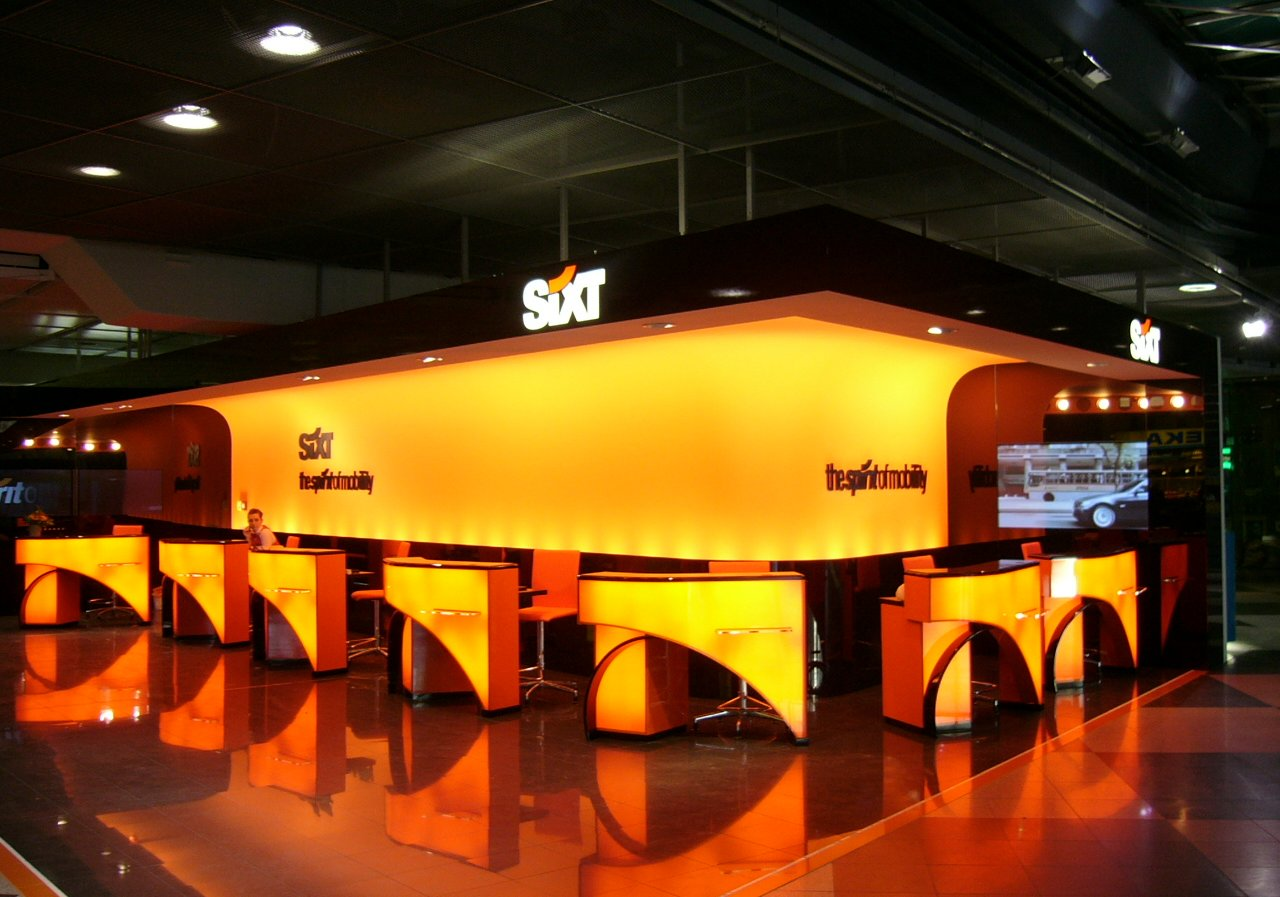
Oficina de alquiler de vehículos de la empresa Sixt.

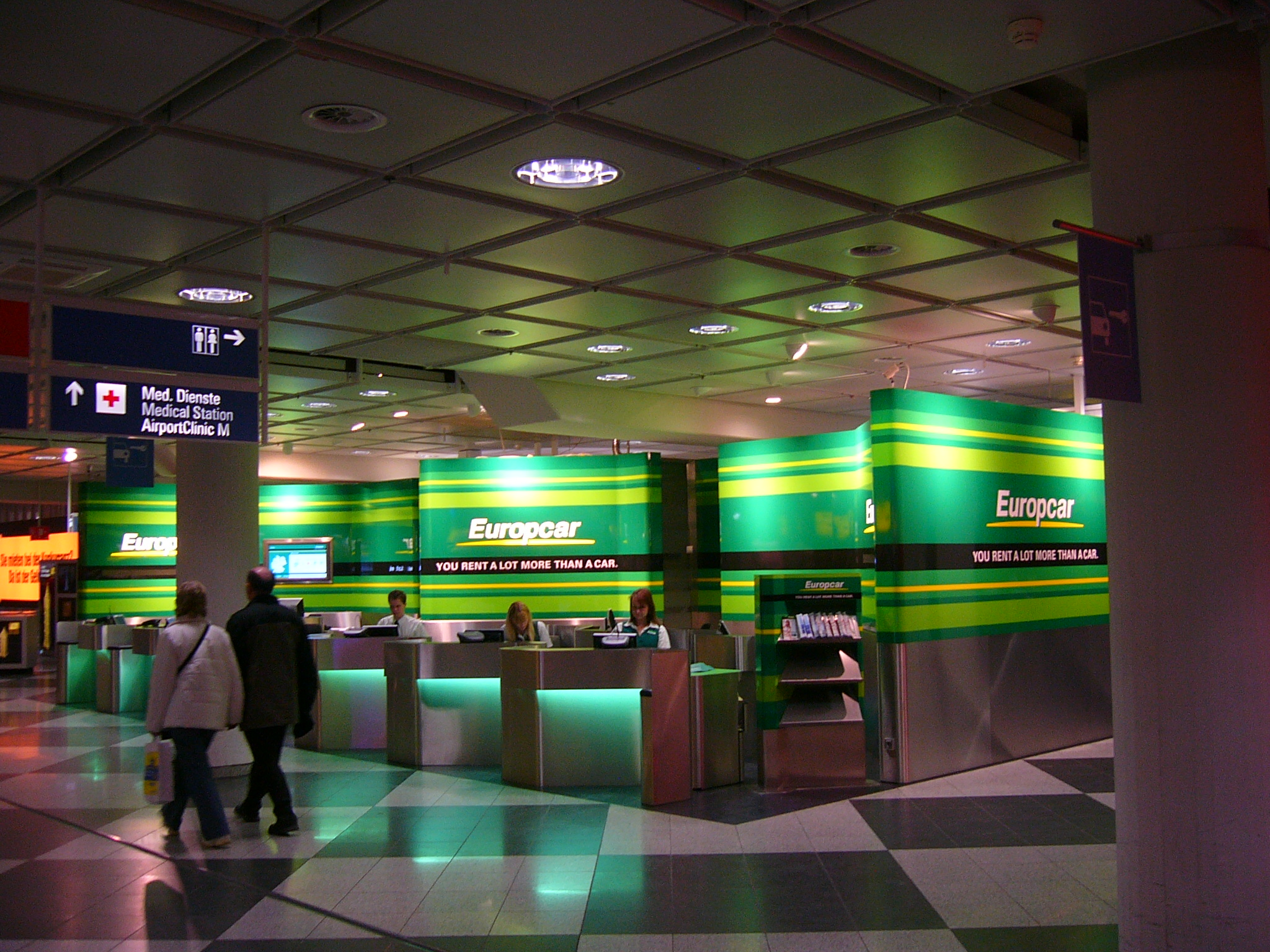
Oficina de alquiler de vehículos de la empresa Europcar.

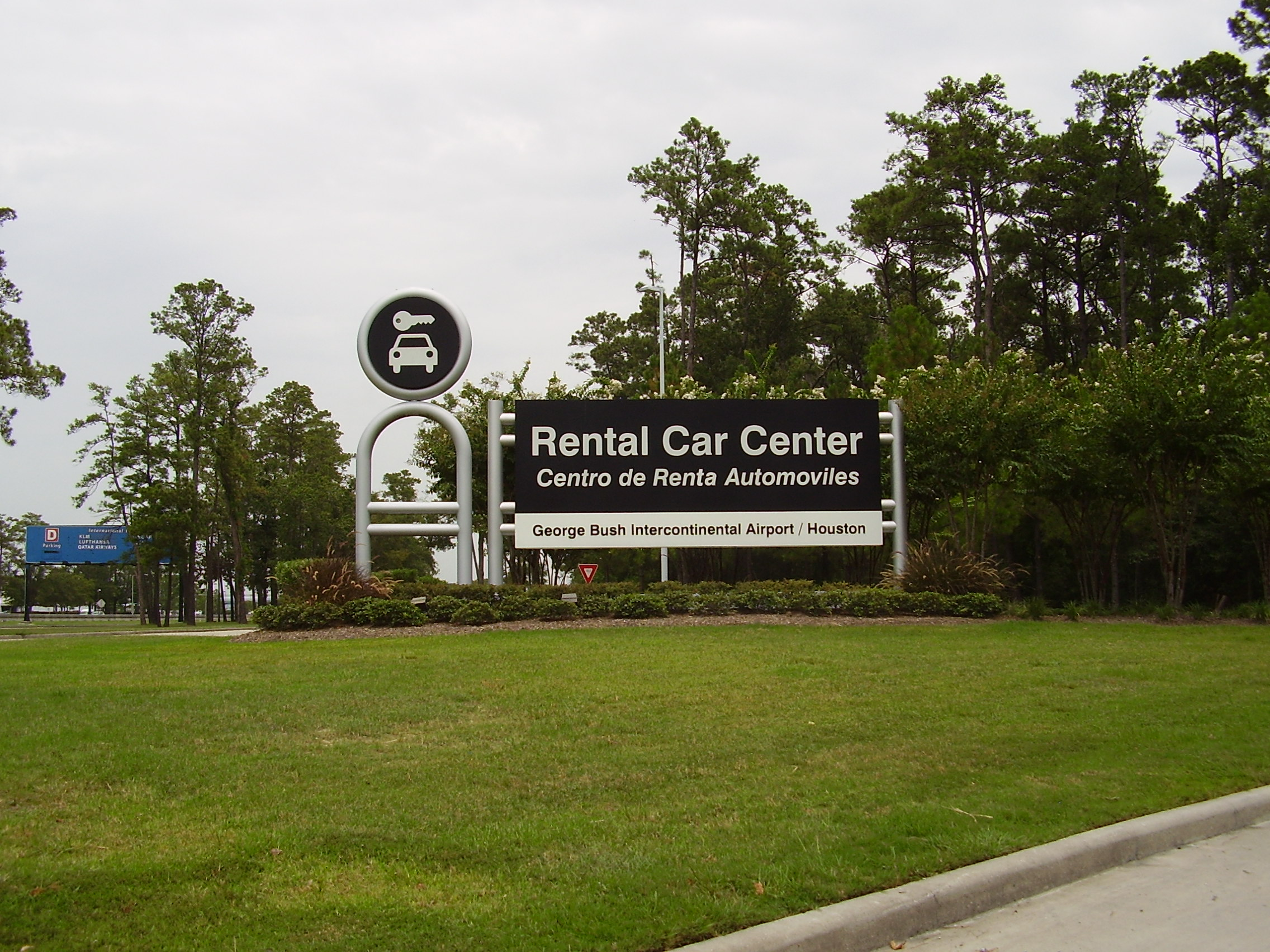
Centro de Renta Automóviles - Aeropuerto Intercontinental George Bush.

El alquiler de automóviles es un contrato por un período de tiempo determinado a una cantidad acordada de dinero para la renta. Una agencia de alquiler de coches, rent-a-car o car hire es una compañía que ofrece automóviles de alquiler para cortos o largos períodos de tiempo. Sus establecimientos están situados sobre todo, en las inmediaciones de aeropuertos, estaciones de trenes y autobuses. Se complementan a menudo con un sitio Web permitiendo hacer reservas a través de Internet. Existen también sitios Web, como las agencias de viajes en línea, que comparan precios de las agencias principales de alquiler de coches. La diferencia clave en un contrato de alquiler es que después del término principal (generalmente 2, 3 o 4 años) el vehículo tiene que ser devuelto a la compañía de arrendamiento financiero o comprado por el valor residual.
Las agencias de alquiler de vehículos cubren las necesidades principalmente de dos sectores: el turismo y el sector empresarial. Pueden ser de utilidad también como sustitución del automóvil propio si este se encuentra fuera de servicio. Debido a la variedad de tamaños de sus vehículos, las empresas de alquiler de coches pueden también responder a las necesidades "self-moving" de la industria, alquilando furgonetas, minibuses o camiones.

## Tipos de alquiler

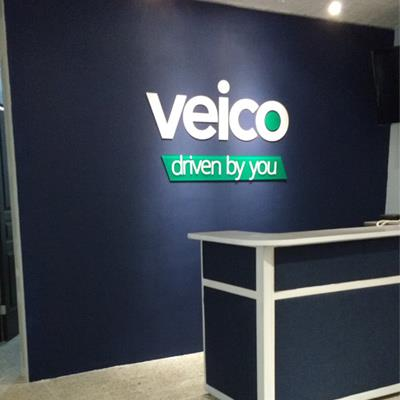
Oficina de Veico Car Rental, empresa de renta de automóviles independiente en Guadalajara.

Existen tres grupos de compañías de alquiler de coches, cada grupo ofrece diferentes servicios: 
El primer grupo de compañías posee sus propios coches (conocidos como flota) y puede tener acuerdos con los fabricantes de coches para que estos le proporcionen coches para su flota. Poseen establecimiento físico propio.
El segundo grupo de compañías de alquiler de coches, llamadas coloquialmente "brokers", funcionan estableciendo acuerdos comerciales con compañías de alquiler de coches pertenecientes al primer grupo (con flota de vehículos propia) para así, obtener acceso a sus flotas de coches. Son de bastante utilidad a los usuarios ya que, dichas compañías, al negociar con diversas empresas pertenecientes al primer grupo, pueden obtener el mejor precio, para una determinada fecha y un lugar concreto. Estas compañías suelen operar principalmente a través de Internet [3], y actualmente se hace cada vez más extendido el uso de las redes sociales para crear y mantener un canal de comunicación directo cliente-empresa.
El tercer grupo son empresas que ofrecen servicios de "renting" o alquiler de vehículos para periodos de larga duración (mínimo de 6 meses a 4 años) por una cuota sensiblemente más baja. Están destinadas principalmente a empresas que necesiten disponer de vehículos para sus trabajadores. Poseen flota y establecimiento físico propio.
Para conseguir una clasificación universal y una comparación fácil de los precios de alquiler de coches, la asociación de los sistemas de la industria del alquiler de coches y los estándares "ACRISS" ha desarrollado el sistema de codificación "ACRISS Car Classification Code". Esto describe el tamaño, número de puertas, tipo de la caja de cambios (manual/automático) y si el vehículo dispone de aire acondicionado, en un simple código.

## Condiciones de alquiler
La renta de automóviles tiene diferentes condiciones dependiendo de la ubicación geográfica donde radique la empresa. Por lo general este debe ser regresado a la agencia de renta en la misma condición en la cual este fue entregado al usuario y dependiendo de la cuota elegida no debe exceder los límites establecidos en ellas dependiendo de la elección ya sea por kilometraje, horas o días ilimitados, debido a que si ocurre esto se aplicaran cargos extras al precio final del servicio.
En la mayor parte de los países estas agencias establecen un criterio de edad para poder tener una mayor seguridad, por lo general el promedio está dentro de los 25 años.
En algunos países es necesario contar con una licencia vigente de su país natal y un permiso de conducir internacional. La licencia internacional es un documento que actualmente tiene validez oficial en todos los países y es necesaria para manejar un automóvil en ciertos países.
La mayoría de agencias de alquiler de coches piden como requisito indispensable el uso de tarjeta de crédito para cobrar por todos los cargos adicionales que se generen al retorno del vehículo. En caso de no contar con una tarjeta de crédito, existen algunas opciones que aceptan tarjeta de debito y efectivo que podrá ser retornado al final del servicio.

## Comparadores de alquiler de coches
Siguiendo el modelo de comparadores de billetes de avión y hoteles, existen comparadores de empresas de alquiler de coches, que funcionan comparando las tarifas de todas las compañías de alquiler en una localización. Al tener en un solo motor de búsqueda todas las tarifas se obtienen precios inferiores a las tarifas oficiales, porque ofrecen tarifas reducidas a estos comparadores para no perder clientes. Precios habitualmente superiores al de sus propias páginas web de reserva.

Además de comparar tarifas, estos servicios buscan simplificar el proceso de alquiler lo máximo posible. Algunos comparadores de alquiler de coches proporcionan herramientas adicionales como filtros de búsqueda avanzados, reseñas de usuarios y opciones de seguro. Estas funcionalidades ayudan a los usuarios a personalizar su búsqueda y encontrar el mejor trato según sus necesidades específicas. Además, muchos comparadores también incluyen ofertas exclusivas y promociones temporales que no están disponibles en las páginas web de las compañías de alquiler.

Es importante mencionar que, a pesar de los beneficios de usar comparadores, es recomendable verificar las condiciones de alquiler y los términos del contrato directamente con la compañía seleccionada para evitar sorpresas desagradables al momento de recoger el vehículo.

## Códigos SIPP o ACRISS
ACRISS son las siglas de Association of Car Rental Industry Systems Standards (Estándares de los Sistemas del Sector de la Asociación de la Industria del Alquiler de Coches). Los códigos ACRISS son los códigos asignados a las categorías de vehículos, para ofrecer unos estándares comunes cuando se alquile un coche por medio de los distintos sistemas de reserva. También se conoce como códigos SIPP “Standard Interline Passenger Procedure”, tal y como lo define la Acriss.
Glosario ACRISS:
| Tamaño del vehículo    | Número de puertas          | Transmisión & cambio | Fuel & A/C                   |
| ---------------------- | -------------------------- | -------------------- | ---------------------------- |
| M = Mini               | B = 2/3 door               | M = Manual drive     | N = Unspecified fuel, no A/C |
| N = Mini Elite         | C = 2/4 door               | N = Manual, 4WD      | R = Unspecified fuel, A/C    |
| E = Economy            | D = 4/5door                | C = Manual, AWD      | D = Diesel, A/C              |
| H = Economy Elite      | W = Wagon / Estate         | A = Auto drive       | Q = Diesel, no A/C           |
| C = Compact            | V = Passenger Van          | B = Auto, 4WD        | H = Hybrid, A/C              |
| D = Compact Elite      | L = Limousine              | D = Auto, AWD        | I = Hybrid, no A/C           |
| I = Intermediate       | S = Sport                  |                      | E = Electric, A/C            |
| J = Intermediate Elite | T = Convertable            |                      | C = Electric, no A/C         |
| S = Standard           | F = SUV                    |                      | L = LPG/Gas, A/C             |
| R = Standard Elite     | J = Open Air All Terrain   |                      | S = LPG/Gas, no A/C          |
| F = Fullsize           | X = Special                |                      | A = Hydrogen, A/C            |
| G = Fullsize Elite     | P = Pickup Regular Cab     |                      | B = Hydrogen, no A/C         |
| P = Premium            | Q = Pickup Extended Cab    |                      | M = Multi fuel, A/C          |
| U = Premium Elite      | Z = Special Offer Car      |                      | F = Multi fuel, no A/C       |
| L = Luxury             | E = Coupe                  |                      | V = Petrol, A/C              |
| W = Luxury Elite       | M = Monospace              |                      | Z = Petrol, no A/C           |
| O = Oversize           | R = Recreational           |                      | U = Ethanol, A/C             |
| X = Special            | H = Motor Home             |                      | X = Ethanol, no A/C          |
|                        | Y = 2 Wheel Vehicle        |                      |                              |
|                        | N = Roadster               |                      |                              |
|                        | G = Crossover              |                      |                              |
|                        | K = Commercial Van / Truck |                      |                              |

## Ventajas
El alquiler de vehículos ofrece ventajas tanto a los compradores como a los vendedores; para el comprador, los pagos de arrendamiento por lo general son menores que los pagos de un préstamo, cualquier impuesto sobre las ventas se debe sólo en cada pago mensual. Algunos consumidores pueden preferir el arrendamiento, ya que les permite simplemente devolver un coche y seleccionar un nuevo modelo cuando expira el contrato, lo que permite a un consumidor conducir un vehículo nuevo cada pocos años sin la responsabilidad de vender el vehículo viejo, o los posibles costos de reparación después de la caducidad de la garantía del fabricante. Para un arrendador de negocios hay ventajas fiscales a considerar.[cita requerida]
Para el vendedor, el arrendamiento genera ingresos de un vehículo que todavía posee y podrá alquilar de nuevo o vender a través de la re-comercialización de vehículos una vez que el contrato original (o primario) haya expirado. Como los consumidores suelen utilizar un vehículo arrendado por un período de tiempo más corto que uno que compran directamente, el arrendamiento puede generar clientes repetidos más rápidamente, lo que puede encajar en varios aspectos del modelo de negocio de un distribuidor.[cita requerida]